# 6228 Yonezawa
6228 Yonezawa è un asteroide della fascia principale. Scoperto nel 1982, presenta un'orbita caratterizzata da un semiasse maggiore pari a 2,6859965 UA e da un'eccentricità di 0,1128556, inclinata di 14,41088° rispetto all'eclittica.